# Noisette (rosa)

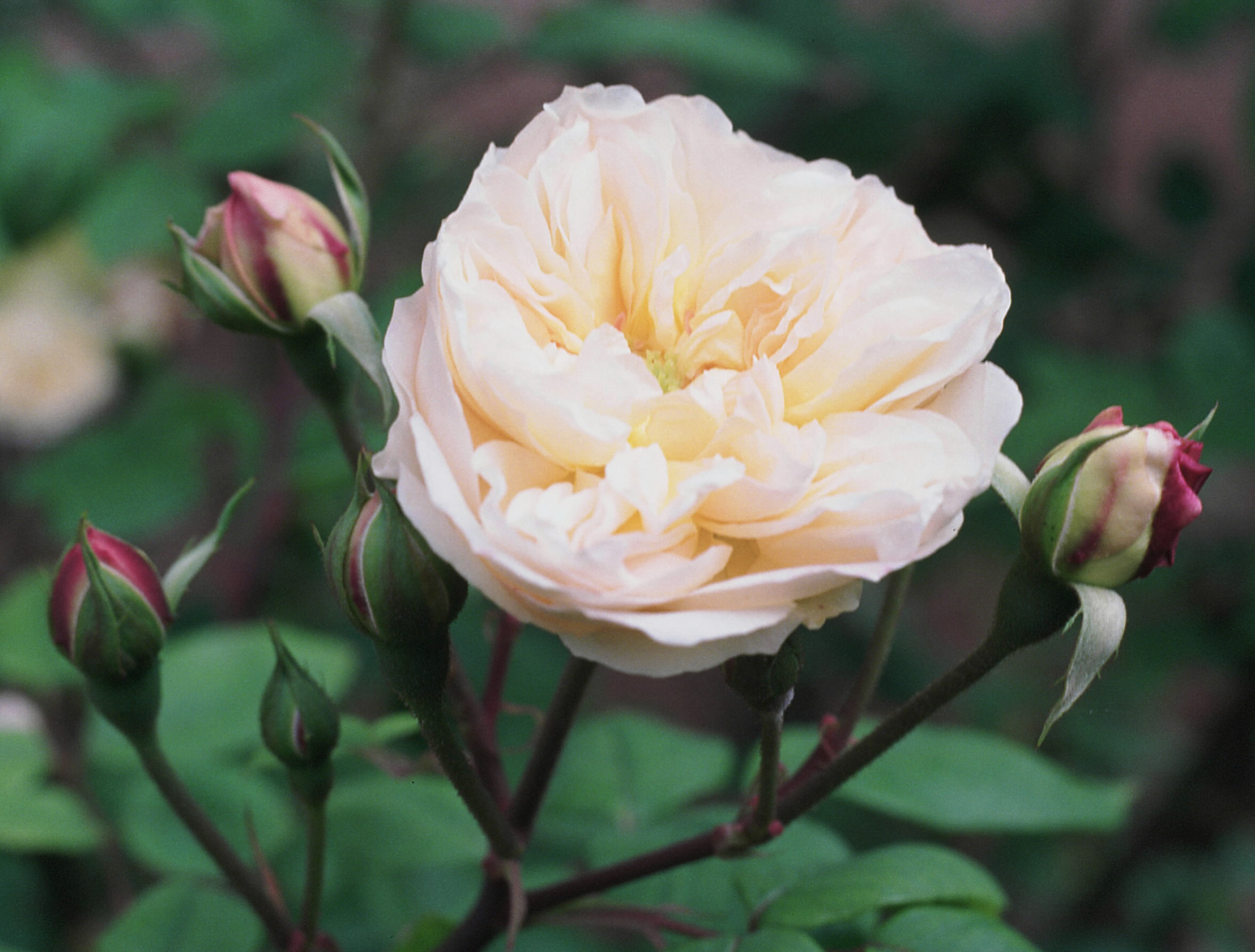
Rosa Noissette 'Desprez à fleurs jaunes', Desprez 1830.

Las rosas Noisette, también llamados Noisettianos o Rosal Noisettiano es un grupo de rosas antiguas de jardín. La primera rosa Noisette fue cultivada como una semilla de híbrido por un plantador de arroz de Carolina del Sur llamado John Champneys.
Sus padres eran 'Pink Parson' rosa China y el almizcle de floración otoñal (Rosa moschata), resultando en una rosa de escalada vigorosa con la producción de enormes racimos de pequeñas flores de color rosa desde la primavera al otoño. Champneys envió plantones de su rosa (llamada 'Champneys' Pink Cluster') a su amigo jardinero, Philippe Noisette, quien a su vez envió las plantas a su hermano Louis en París, quien consiguió a continuación 'Blush Noisette', en 1817.
Las primeras Noisettes tenían flores pequeñas y abundantes, escaladores bastante resistentes al invierno. Pero las hibridaciones posteriores con genes de té crearon una subclase del té-Noisette con flores más grandes, grupos pequeños, y reduce considerablemente la resistencia del rosal al frío. 
Ejemplos: 'Mme. Alfred Carrière', 'Desprez à Fleurs Jaunes', 'Aimée Vibert', ' Maréchal Niel' (Té-Noisette).

## Historia
Esta rosa se nombró por los dos hermanos Noisette, de nacionalidad francesa. Uno se fue a vivir a los Estados Unidos y el otro se quedó en Francia. La primera rosa Noisette fue la `'Blush Noisette', producida en 1817 de semillas provenientes de 'Champney's Pink Cluster'. Siguieron otros híbridos, resultados de esta última y 'Park's Yellow'. La 'Champney's Pink Cluster' fue el resultado de una moschata y una chinensis.
La rosa Noisette crece bien en climas templados. Son de floración constante, siempre que no haya extremos de calor o de frío. Hay varios tamaños de flor, desde grupos de flores pequeñas en el caso de 'Alister Stella Gray', a flores medianas como las que tiene 'Mme. Alfred Carriere'.
Estas rosas están incluidas en los Rosales Antiguos que son las variedades que existían antes del año 1867. Son poco conocidos en el mercado actual. Poco a poco se van utilizando más, pues son increíblemente fuertes y robustos. 
Actualmente, en el Edisto memorial gardens de Carolina del Sur han reunido una colección de la mayoría de los híbridos de Noissette.

## Características

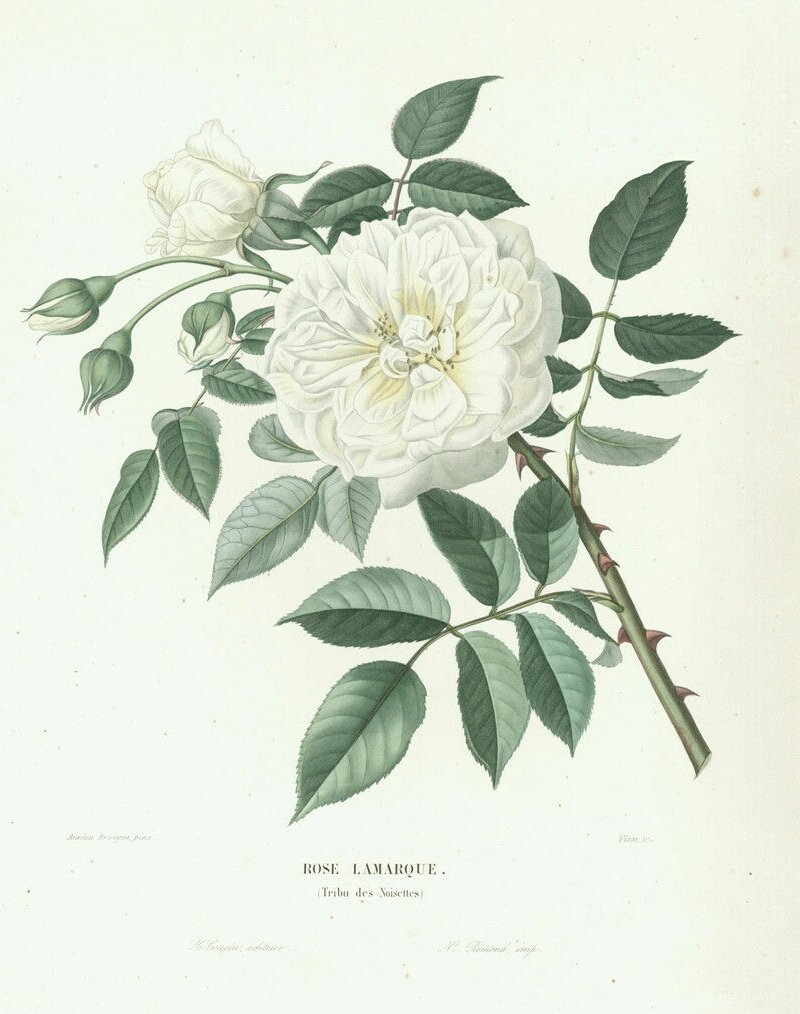
'Lamarque' (Maréchal, 1830)

Las rosas noissette tienen apariencias a los Rosales antiguos.
No confundir con los "Híbrido de té".
Rosales trepadores remontantes que presentan grandes ramilletes de flores en la época de verano a otoño, con un aroma ligeramente picante. 
Aparecen las flores en corimbos de 5 a 7, siendo fragantes. Algunas variedades tienen pétalos sueltos y la flor es de poca duración, pero como muchas son tan floríferas, como 'Mme. Alfred Carrière', siempre hay flores nuevas. 
El rosal Noisette puede llegar a ser grande y ancho, bien armado de espinas y necesitando un buen soporte. El follaje varía en cantidad con las distintas rosas, pero en general hay bastante más que las té. 
Aceptan bien la poda, necesitan buen drenaje, suelo normal, y sus colores son suaves. Hay algo de perfume, un poco efímero. 
Necesitan lugar protegido. Son recomendables para ser instalados en paredes orientadas al sur o al oeste.
No requieren de muchos cuidados, ya que tienen menos problemas de plagas y enfermedades. Siendo fuertes, rústicos y vigorosos.

## Selección de cultivares
Algunas de las variedades de Noissette y obtenciónes conseguidas por distintos obtentores.

Noissetes
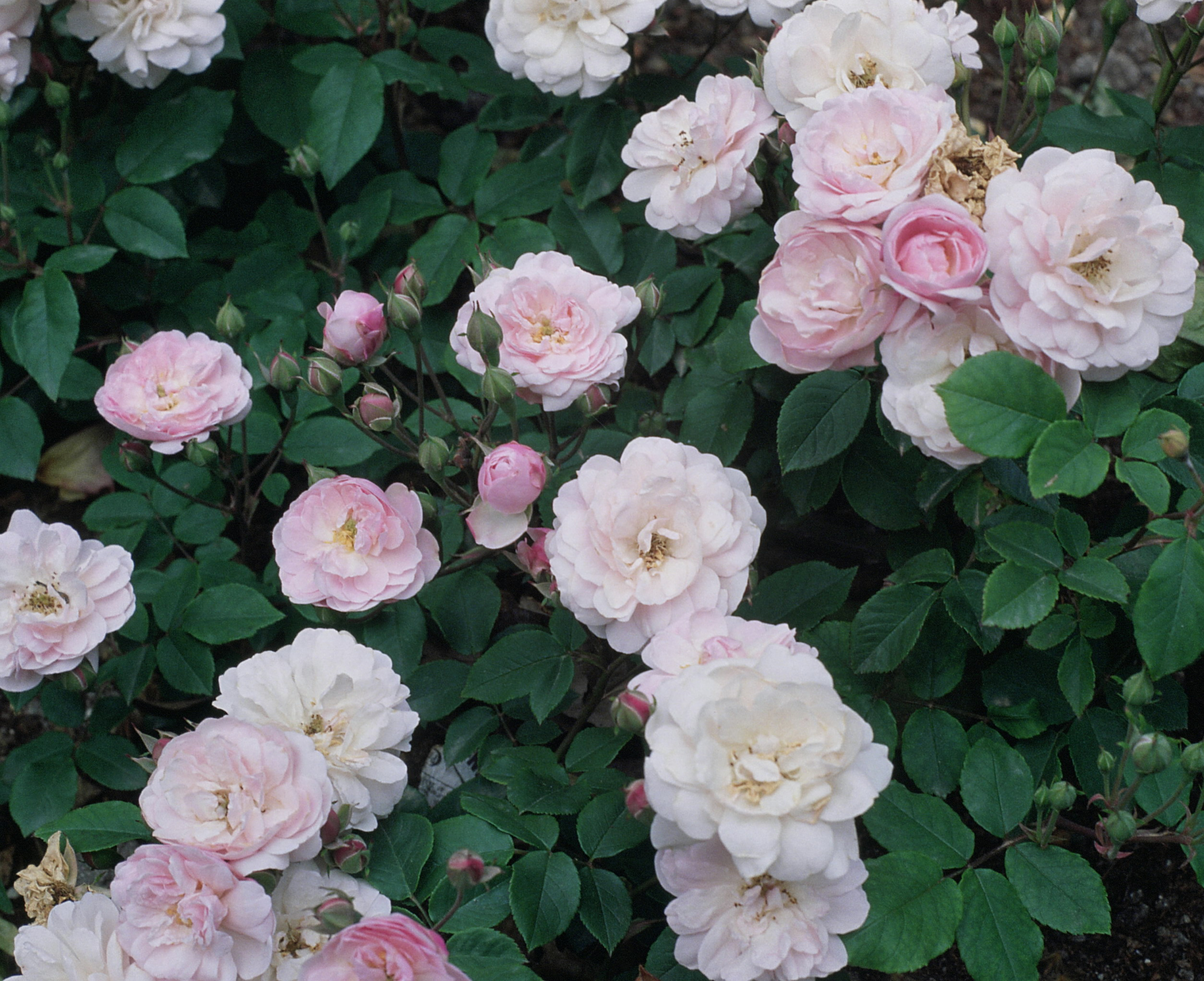
'Blush Noisette', Noisette 1814.
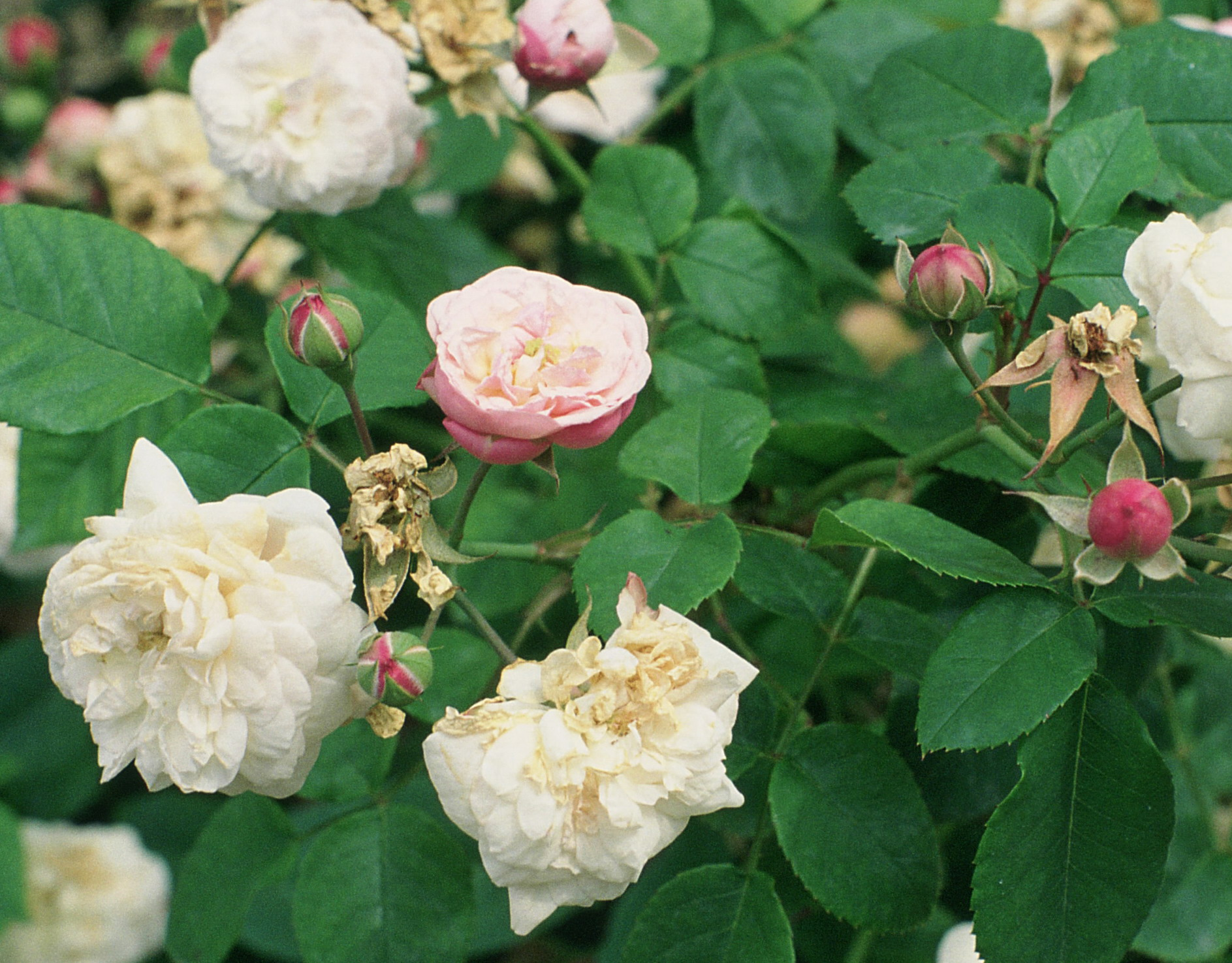
'Duchesse de Grammont', antes de 1838.
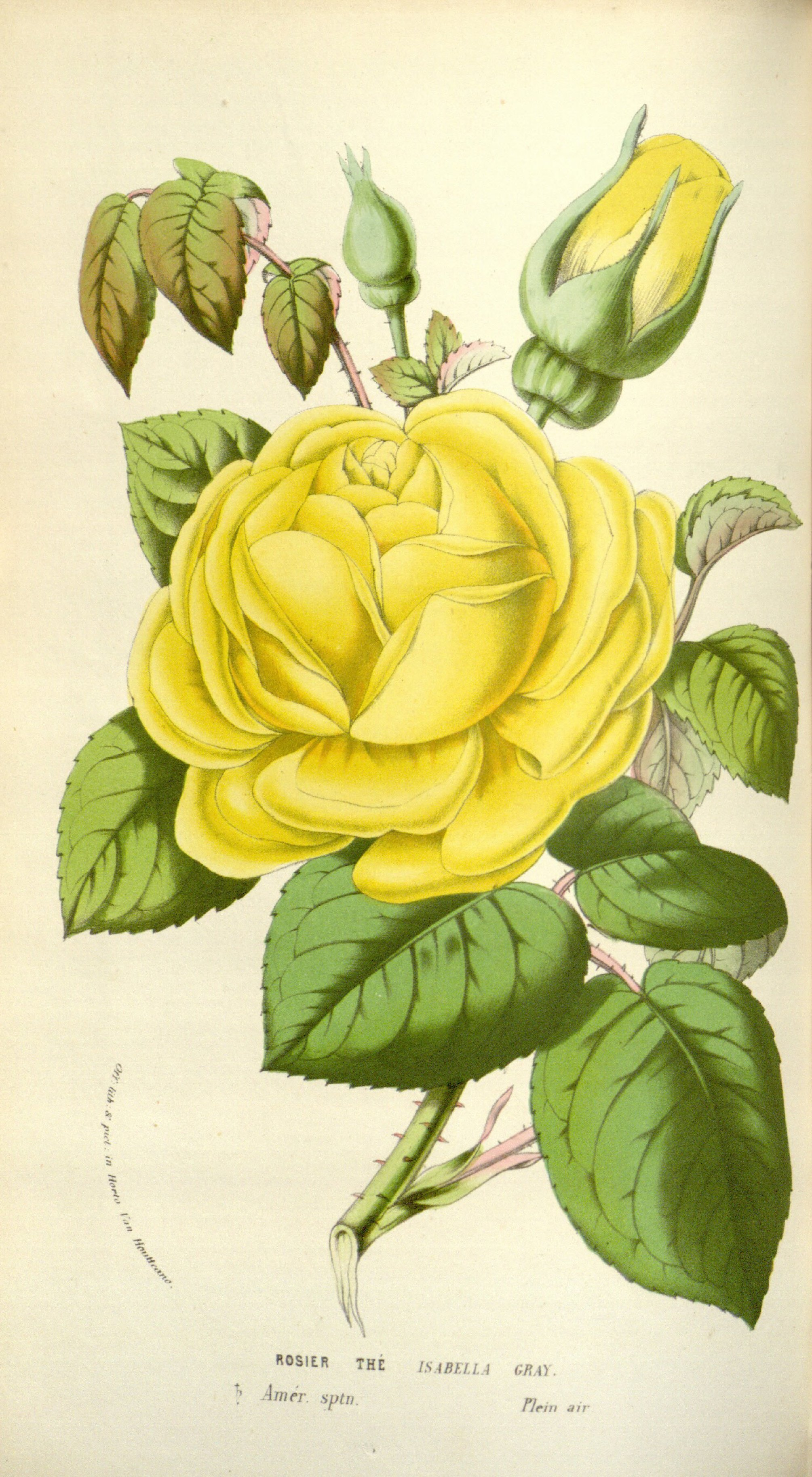
'Isabella Gray', Gray 1854.
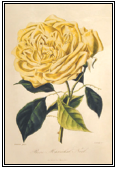
'Maréchal Niel', 1864.
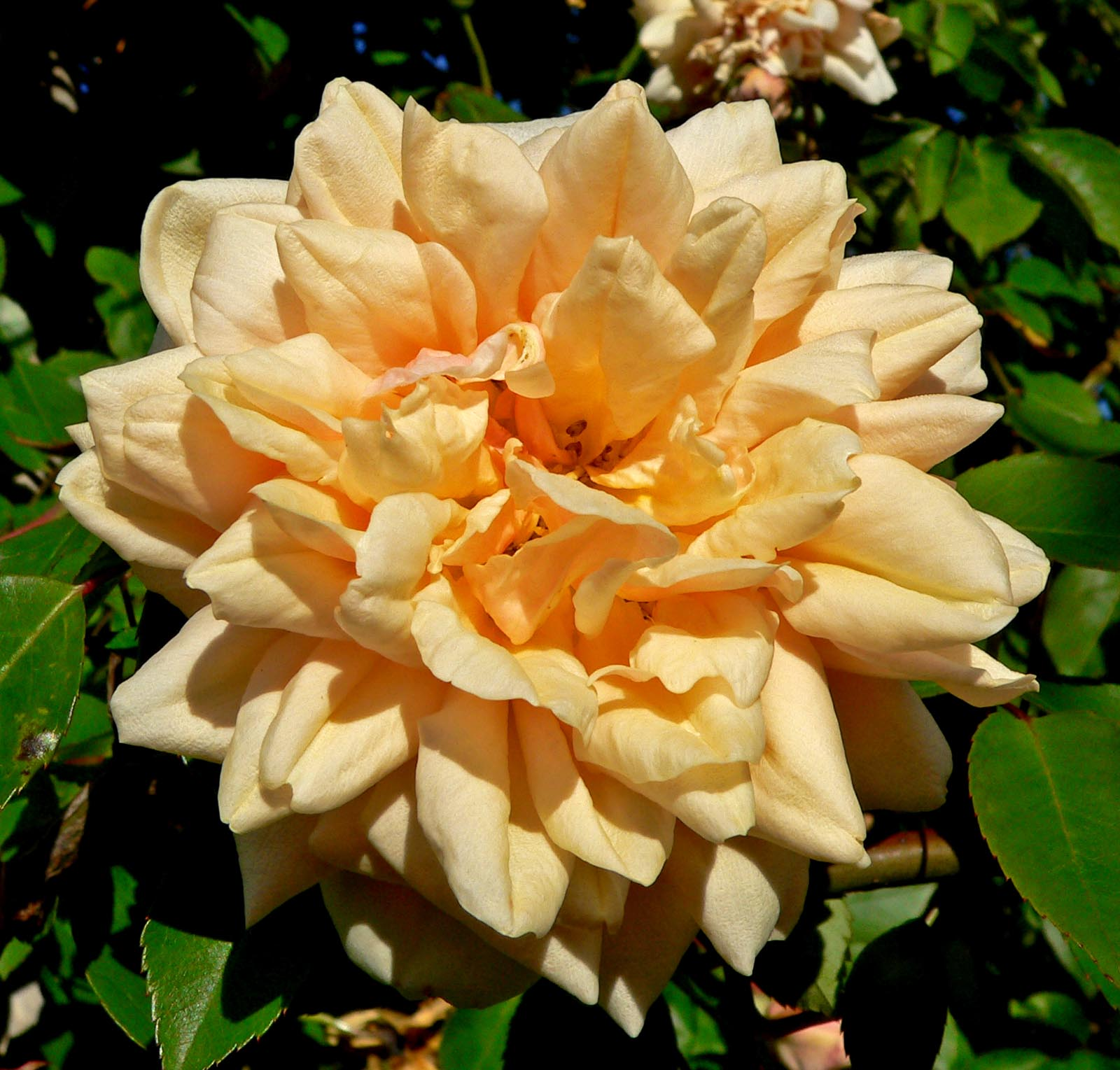
'Rêve d'Or', Ducher 1869.
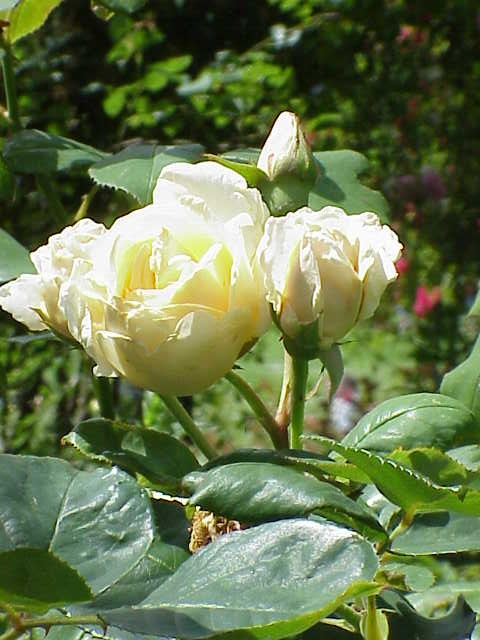
'Bouquet d´Or', Ducher 1872.
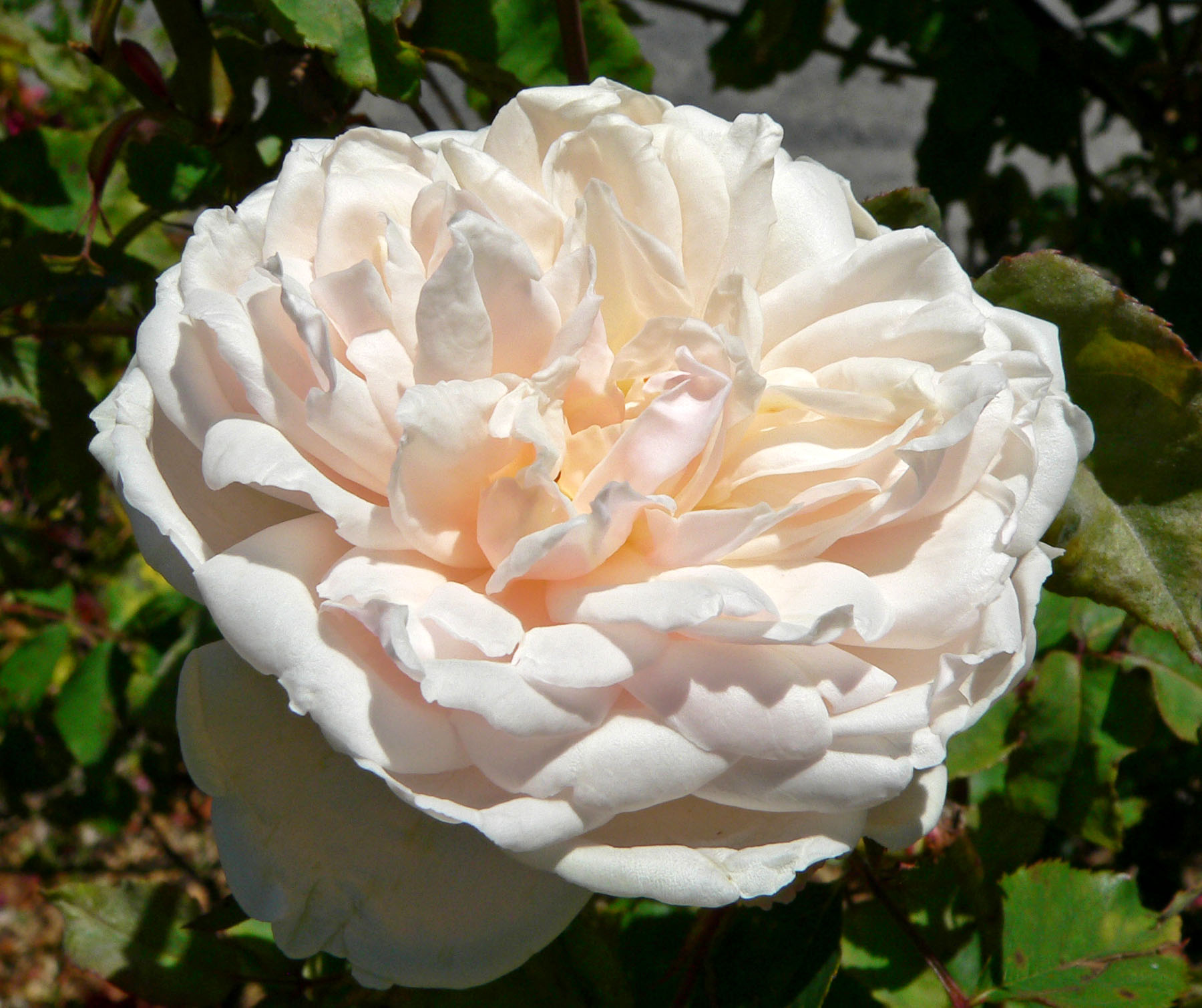
'Madame Alfred Carrière', Schwartz 1879.
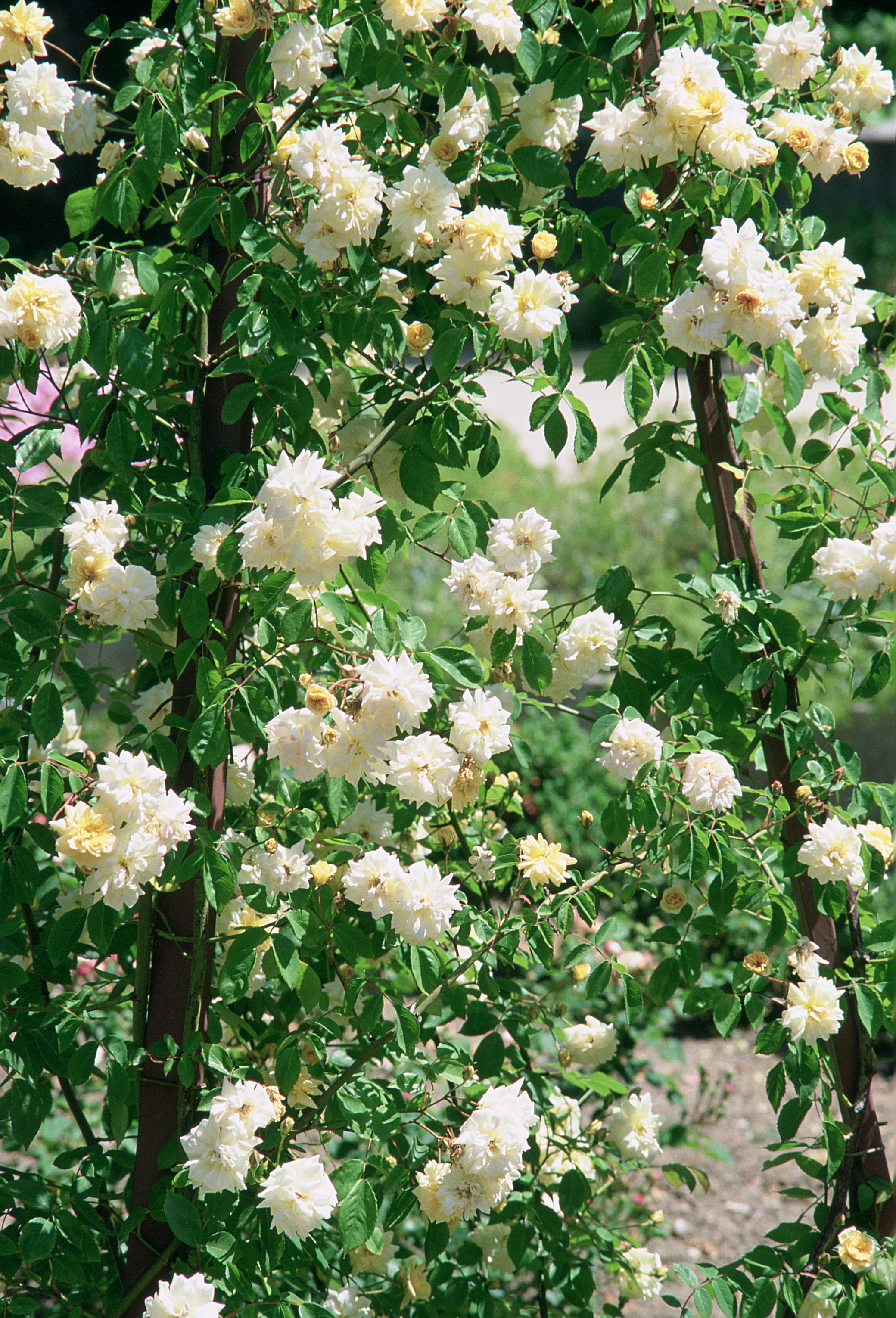
'Alister Stella Gray', A.H. Gray 1894.
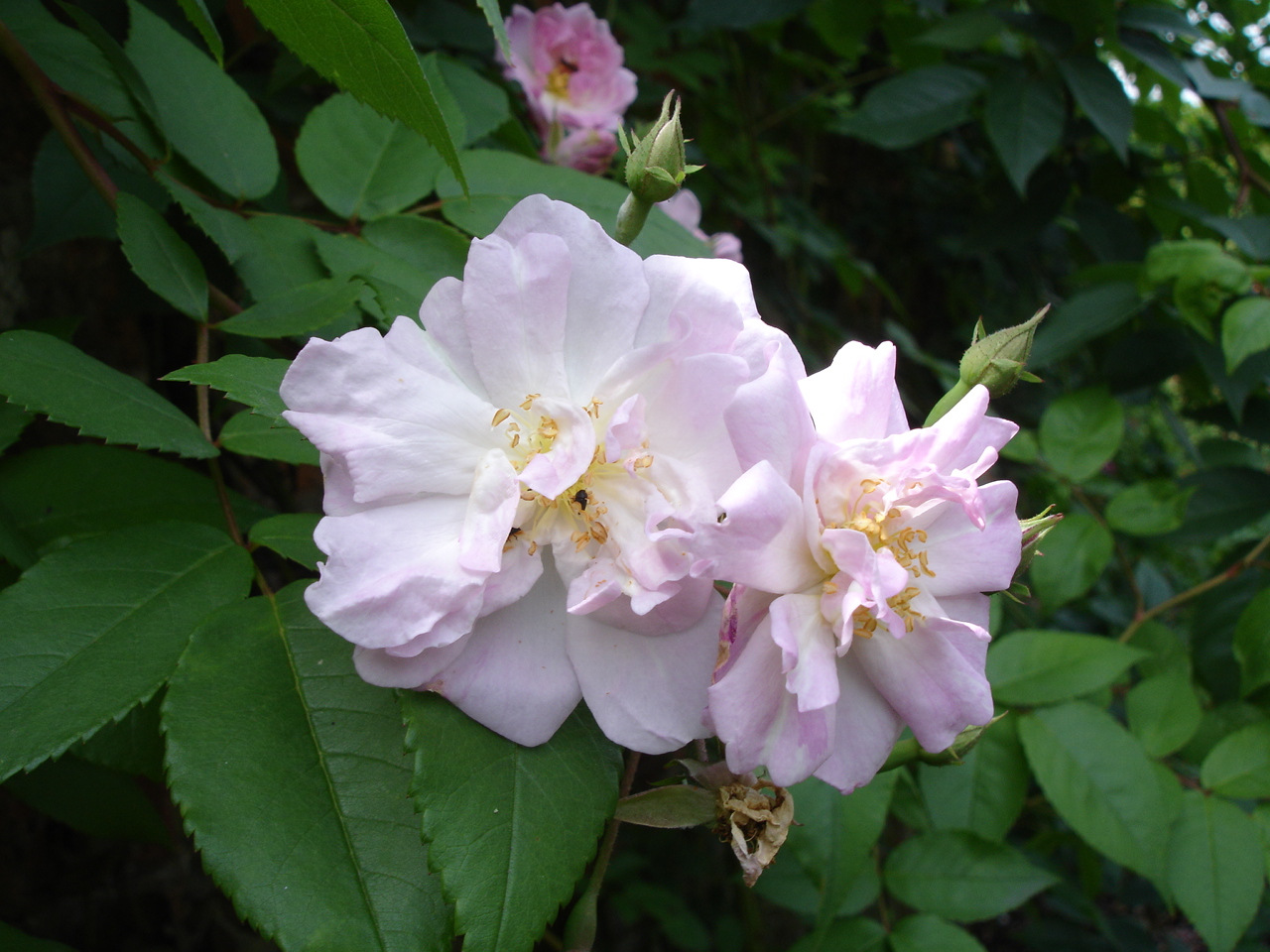
'Narrow Water', Daisy Hill Nursery ~1901.